# Archie Gemmill
Archibald "Archie" Gemmill (født 24. marts 1947 i Paisley, Skotland) er en tidligere skotsk fodboldspiller (midtbane) og manager.
Gemmill tilbragte størstedelen af sin karriere i England, hvor han blandt andet repræsenterede både Derby County og Nottingham Forest. Han opnåede stor succes med begge klubber og vandt med Derby blandt andet to engelske mesterskaber og med Forest ét mesterskab samt Mesterholdenes Europa Cup i 1979.
Udover de succesfulde år i Derby og Nottingham spillede han også for blandt andet Wigan og Preston. Den enlige skotske klub i hans karriere var St. Mirren.
Gemmill spillede desuden 43 kampe og scorede otte mål for det skotske landshold. Hans første landskamp var et opgør mod Belgien 3. februar 1971, hans sidste en kamp 25. maj 1981 mod Nordirland.
Han repræsenterede sit land ved VM i 1978 i Argentina. Her spillede han samtlige skotternes tre kampe, men kunne ikke forhindre at holdet blev slået ud efter det indledende gruppespil. I kampen mod Holland scorede han to mål.
Efter at have stoppet sin aktive karriere var Gemmill manager for Rotherham og stod senere hen i flere år i spidsen for det skotske U/19-landshold. I 2008 blev han inkluderet i Scottish Football Hall of Fame.

## Titler
Engelsk mesterskab
- 1972 og 1975 med Derby County
- 1978 med Nottingham Forest

Liga Cup
- 1978 og 1979 med Nottingham Forest

Charity Shield
- 1975 med Derby County

Mesterholdenes Europa Cup
- 1979 med Nottingham Forest